# Campo d'internamento di Le Vernet

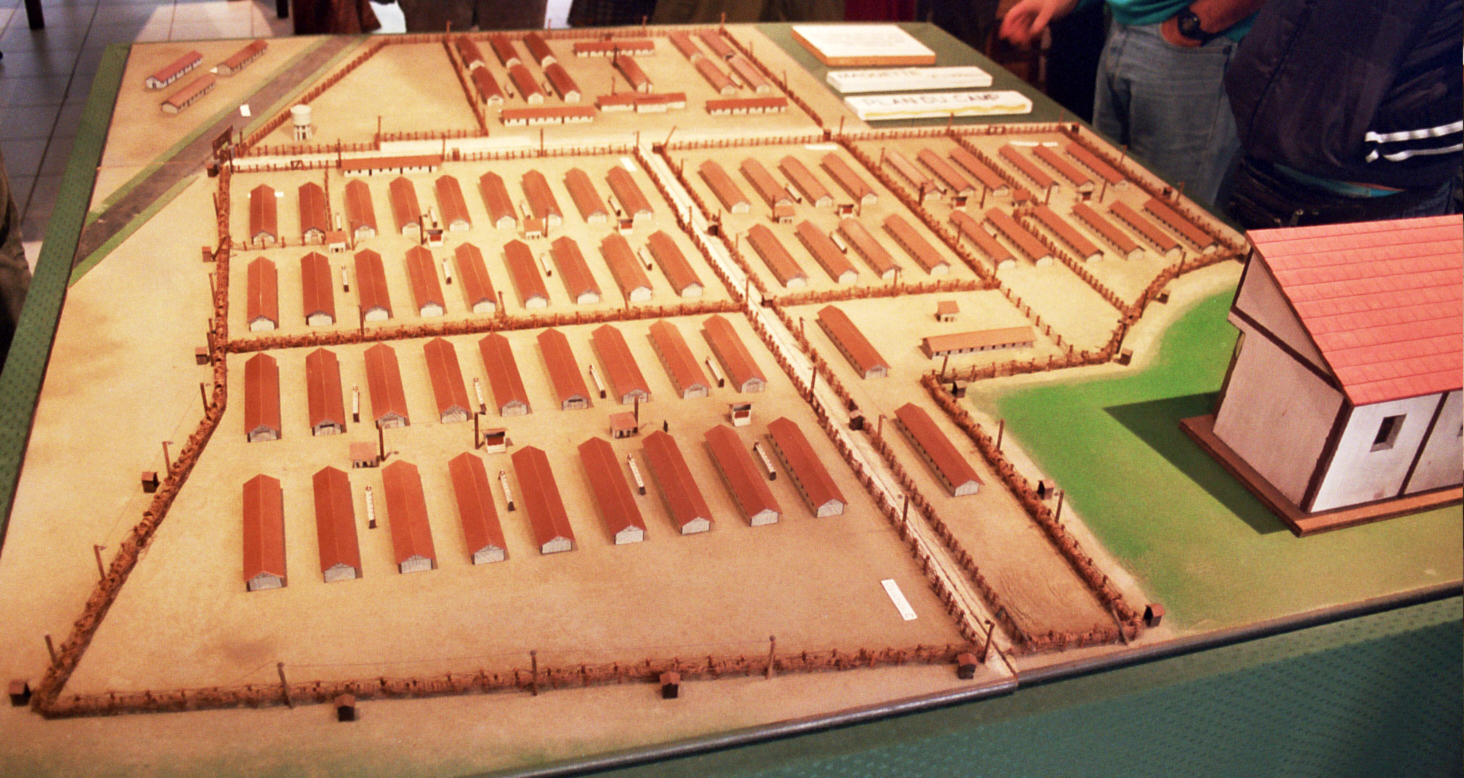
Plastico riproducente il campo d'internamento di Le Vernet.

Il campo di internamento di Le Vernet, situato a due chilometri da Le Vernet (Ariège) a poca distanza dal confine con la Spagna, ai piedi della catena dei Pirenei, è stato uno dei principali campi di internamento in Francia durante la seconda guerra mondiale. Il campo ha una storia complessa perché nel corso della sua esistenza, tra il 1918 e il 1945, è servito in periodi diversi a scopi molto diversi. Durante l'occupazione tedesca della Francia operò, al pari del campo di internamento di Gurs, come uno dei principali campi di transito per migliaia di ebrei, qui raccolti e poi trasferiti al campo di internamento di Drancy per essere alfine deportati nei campi di sterminio della Polonia.Il campo fu successivamente usato dagli alleati come campo di prigionia

## Storia

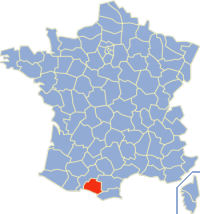
Francia. Mappa indicante la collocazione geografica del campo d'internamento di Le Vernet (in rosso).

### Campo di prigionia durante la prima guerra mondiale
Nel giugno del 1918 a Le Vernet, nella zona dei Pirenei, fu creato un campo d'addestramento per truppe coloniali, quasi subito trasformato in un campo di prigionia per soldati tedeschi ed austriaci.

### Deposito militare tra le due guerre
Tra le due guerre, per un certo periodo, il campo fu utilizzato come deposito di materiale militare, che dipendeva amministrativamente dalla Prefettura di Foix e militarmente dalla 17ª regione di Tolosa.

### Campo di internamento per miliziani repubblicani della guerra civile spagnola
Ai primi di febbraio 1939, al momento dell'esilio repubblicano di circa 500.000 spagnoli, in gran parte provenienti dalla Catalogna, le autorità francesi, impreparate ad accogliere una tale moltitudine di profughi, cercarono località dove creare "campi d'internamento" e pensarono a Le Vernet, ma poiché era inutilizzato da diversi anni e quindi in grave stato d'abbandono, la Sanità militare non ne autorizzò l'utilizzo, e il campo di internamento di Gurs fu costruito non molto lontano. 
In seguito all'arrivo di 10.200 anarchici, della 26ª Divisione Durruti, ritenuti particolarmente pericolosi, gli ultimi ad abbandonare la Catalogna, il Prefetto tuttavia cambiò parere.
Il campo si presentò ai miliziani come un'immensa spianata di fango, senza ricoveri, salvo una ventina di baracche in rovina. Sguazzando in questa fanghiglia e tremando di freddo, soprattutto la notte quando la temperatura scendeva a meno 10 gradi, i rifugiati si protessero alla meglio con ripari di fortuna (57 internati morirono di fame e freddo tra marzo e settembre 1939).
Ricevettero come primo pasto una pagnotta di pane e una scatola di sardine tre giorni dopo il loro arrivo. Contemporaneamente alla costruzione di nuove baracche e di un'infermeria venne perfezionata la sorveglianza, tre file di reticolati e quattordici garitte rinchiudevano 50 ettari di terreno, in permanenza controllati da 400 guardiani.

### Campo di internamento durante la seconda guerra mondiale
Con l'inizio della seconda guerra mondiale nel settembre 1939 le finalità del campo cambiarono radicalmente. Le Vernet si trasformò in un "campo di disciplina" per prigionieri volta per volta considerati "pericolosi". Gli internati divennero a tutti gli effetti prigionieri da sottoporre a regime duro.
Ai comunisti "spagnoli" si aggiunsero i gruppi più disparati che per un motivo o per l'altro furono considerati un potenziale ostacolo agli sforzi bellici.
Con la firma del patto di non-aggressione sovietico-tedesco del 23 agosto 1939 Patto Molotov-Ribbentrop, i comunisti stranieri residenti in Francia o già internati in campi profughi furono considerati hommes dangereux  quindi da sottoporre a particolare sorveglianza. A partire dall'autunno 1939 vi furono concentrati i volontari delle Brigate Internazionali, fino ad allora ospitati nel campo di internamento di Gurs, tra gli italiani Luigi Longo, Giuliano Pajetta, Mario Montagnana (cognato di Palmiro Togliatti), Leo Valiani ed altri. Vi saranno concentrati uomini dei cinque continenti di una cinquantina di nazionalità, molti gli intellettuali tra cui Max Aub e Arthur Koestler che lasceranno nelle loro opere una triste testimonianza del campo.
Con l'inizio delle ostilità tra Italia e Francia del giugno 1940, vi vennero internati numerosi italiani appartenenti alle organizzazioni fasciste operanti in Francia (tra questi è possibile citare Severo Pozzati e Umberto Brunelleschi), nonché molti civili italiani, come i lavoratori, agenti di commercio che si trovavano in Francia il 10 giugno del 1940, internati con tutte le loro famiglie, donne e bambini compresi. La loro permanenza, però, fu piuttosto breve perché con la firma dell'armistizio, dopo la repentina caduta della Francia in mani germaniche, le autorità italiane fasciste provvidero a farli liberare.

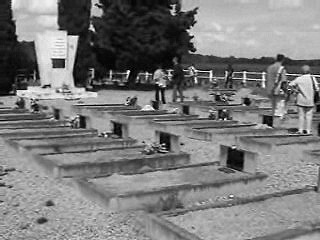
Cimitero del campo d'internamento di Le Vernet.

La vita dei prigionieri era sempre dura, costretti a lavori umilianti o inutili, sottoposti a punizioni corporali senza ragione, cibo povero, senza carne o frutta, le guardie confiscavano i pochi viveri portati da parenti od amici, le baracche fredde e senza elettricità, l'igiene limitata ad una doccia alla settimana, il che favoriva l'insorgere di malattie, mal curate nell'infermeria povera di medicinali. Questa situazione spinse i prigionieri il 26 febbraio 1941 ad una manifestazione di protesta in cui si rifiutarono di lavorare e di rispondere agli appelli, fino a neutralizzare le guardie del campo.  L'intervento dei militari riportarono l'ordine, e centodieci internati, ritenuti i più pericolosi, furono trasferiti nei famigerati campi di prigionia del Nord Africa. Nel frattempo iniziarono i rimpatri di tedeschi ed italiani, che le autorità francesi consegnarono ai rispettivi paesi, mentre i primi finivano nei lager o nei battaglioni di disciplina della Wehrmacht, i secondi erano inviati al confino nell'isola di Ventotene,  liberati dopo la caduta del fascismo,  diverranno i principali quadri della Resistenza. Molti, soprattutto spagnoli fuggirono dal campo per unirsi ai Frans tireurs et partisans, nelle cui file costituiranno interi reparti di guerrilleros. A partire dal 1942 transitarono dal campo anche numerosi ebrei razziati nei Dipartimenti del Sud per essere avviati al campo di internamento di Drancy e di qui alla morte in Germania. Tra gli ultimi arrivò a Le Vernet Francesco Fausto Nitti, che aveva scontato la condanna al carcere per aver partecipato alla Resistenza francese nel Reseau Bertaux. Nel frattempo tutti gli uomini validi erano stati prelevati dall'Organizzazione Todt per i lavori sul Vallo Atlantico.
Il 9 giugno 1944 il campo fu chiuso. I tedeschi, malgrado che nel campo ci fossero ormai solo vecchi, malati ed invalidi, prelevarono tutti i prigionieri rimasti e li trasferirono a Tolosa a per deportarli in Germania. Iniziò la vicenda tragica del Train Fantôme che impiegò cinquantotto giorni per raggiungere il campo di concentramento di Dachau. Erano rimasti 542 dei 650 prigionieri trasportati dal treno, in quanto nel corso del viaggio 10 furono fucilati, 8 morirono in seguito a mitragliamenti aerei e circa 100 fuggirono in circostanze diverse, tra questi Francesco Fausto Nitti.

### Campo di detenzione per prigionieri di guerra tedeschi (1945)
Con la liberazione del Sud della Francia Le Vernet divenne campo di prigionia per militari tedeschi.

## Internati a Le Vernet
- Giuseppe Alberganti, politico italiano
- Francesco Alunni Pierucci, politico e sindacalista italiano
- Max Aub, scrittore spagnolo
- Hermann Axen, politico tedesco
- Vittorio Bardini, politico e partigiano italiano
- Aladino Bibolotti, sindacalista e politico italiano
- Angelo Bonfiglioli, partigiano della Brigata Stella Rossa comandata da Mario Musolesi
- Giorgio Braccialarghe, partigiano e diplomatico italiano
- Umberto Brunelleschi, pittore italiano
- Antonio Carini, partigiano italiano
- Agostino Casati, partigiano e politico italiano
- Renato Castagnoli[3], sindacalista italiano
- Giulio Contin[4], partigiano italiano
- Léon Degrelle, politico belga
- Josep Ester i Borras, partigiano spagnolo
- Vittorio Flecchia, politico italiano

- Lion Feuchtwanger, scrittore tedesco
- Eusebio Giambone, partigiano italiano
- Dante Pescò alias Giandante X, scultore italiano
- Helios Gómez, pittore spagnolo
- Angelo Grassi[5], partigiano italiano
- Arthur Koestler, scrittore ungherese
- Francesco Leone[6][7], politico e partigiano italiano
- Luigi Longo, politico e partigiano italiano
- Vittorio Mallozzi, partigiano italiano
- Aristodemo Maniera, politico e partigiano italiano
- Sisinnio Mocci, partigiano italiano
- Mario Montagnana, politico e sindacalista italiano
- Francesco Fausto Nitti, politico italiano
- Ottorino Orlandini, partigiano italiano
- Giuliano Pajetta, politico e partigiano italiano, fratello di Giancarlo e cugino di Pietro Pajetta
- Giovanni Pellizzari, partigiano italiano

- Anello Poma, politico e partigiano italiano
- Francisco Ponzán Vidal, politico spagnolo
- Severo Pozzati, pittore italiano
- Francesco Prevosto[8], politico italiano
- Mario Ricci, Medaglia d'oro al V.M. della Resistenza italiana
- Domenico Rolla, partigiano italiano
- Siro Rosi[9], politico e pittore italiano
- Angelo Rossi[10], politico e partigiano italiano
- Francesc Sabaté Llopart "El Quico", politico spagnolo
- Orlando Storai, partigiano italiano
- Alberto Tallone, editore italiano
- Umberto Tommasini, politico italiano
- Alessandro Vaia, politico italiano
- Leo Valiani, storico e politico italiano
- Giuseppe Verginella[11], partigiano italiano
- Friedrich Wolf, scrittore e diplomatico tedesco

## La memoria
Del campo rimangono oggi solo poche tracce: i pilastri che ne delimitavano l'ingresso, un deposito d'acqua e le case dove alloggiavano le guardie. Alla stazione ferroviaria usata dal campo è stata collocato un vagone simile a quelli usati per le deportazioni con una targa che ricorda i 40 bambini ebrei, tra i 2 e i 17 anni, che di lì partirono per Auschwitz il 1º settembre 1942. Resta intatto anche il piccolo cimitero alla cui entrata è stato eretto un monumento dedicato «Alla memoria dei combattenti antifascisti conosciuti e sconosciuti morti per la Libertà dei Popoli»; una targa ricorda i deportati ebrei, mentre un'altra è dedicata «Alla memoria dei resistenti europei internati al Campo di Vernet d'Ariège dal 1939 al 1944».
A Le Vernet (Ariège) esiste un piccolo ma interessante museo nei locali della Mairie, voluto dall'Amicale des anciens internés du camp du Vernet d'Ariège, che raccoglie documenti, scritti, disegni e libri, mentre un plastico ricostruisce la struttura del campo, che il Presidente della Repubblica François Mitterrand, con decreto del 1992, ha dichiarato Memoriale nazionale dei campi d'internamento in Francia.